# Maison Nérée-Beauchemin
La maison Nérée-Beauchemin est une maison située à Yamachiche au Québec. Construite en 1867 pour le député Charles Gérin-Lajoie, elle a été la résidence du poète-médecin Nérée Beauchemin de 1878 jusqu'à sa mort en 1931. Elle a été classée monument historique en 1978.

## Localisation
La maison Nérée-Beauchemin est située au 711, rue Sainte-Anne dans le noyau villageois d'Yamachiche. Elle est située au coin des rues Sainte-Anne et Nérée-Beauchemin. Cette dernière rue, qui portait à l'origine le nom de rue Saint-Pierre, a été renommée en l'honneur de Nérée Beauchemin pour le 150e anniversaire de naissance de ce dernier, en 1951.

## Histoire
En 1865, une importante inondation du lac Saint-Pierre amène quatorze familles du Canton vivant sur les rives de la rivière Yamachiche à se déplacer vers le village actuel, situé sur le bord de la Petite rivière Yamachiche et plus à l'intérieur des terres. En 1867, Charles Gérin-Lajoie, député, cultivateur et marchand de grain, se fait construire une maison par Joseph et Georges-Félix Héroux, deux architectes locaux renommés. Il vend sa maison en 1878 au docteur Hyacinthe Beauchemin, le père de Nérée, qui meurt l'année suivante.
La maison est héritée par son fils, Nérée Beauchemin. Nérée Beauchemin est né en 1850 à Yamachiche, au Canada-Est. Il fait son éducation en médecine à l'Université Laval entre 1870 et 1874, où il obtient sa licence en médecine. Il commence alors à pratiquer chez son père. Quelques mois après la mort de son père, il marie Anne Lacerte, la fille du docteur Élie Lacerte, qui demeure en face de chez lui. De ce mariage, il aura dix enfants, dont quatre meurent en bas âge. Il publie dans sa vie deux recueils de poèmes, Floraisons matutinales en 1896 et Patrie intime en 1928. Il est considéré comme l'un des premiers écrivains du terroir. Il est membre de la Société royale du Canada en 1896 et il reçoit une médaille de l'Académie française en 1930 avant de mourir à Yamachiche en 1931.
En 1915, Nérée Beauchemin ajoute une annexe à la maison pour y installer une pharmacie. En 1977, sa fille Jeanne Beauchemin fait don de la maison à la fondation Maison de la francophonie. Celle-ci est classée monument historique le 19 juin 1978.

## Caractéristiques
La maison Nérée-Beauchemin est une maison de deux étages de style néoclassique américain. Il s'agit d'une maison à ossature de bois recouvert de briques rouges. Les fenêtres sont à battants et comprennent six carreaux, elles sont ornées d'un arc surbaissé et de consoles. Elle a un toit à pignon de faible pente recouvert de tôle à baguette. La corniche comprend des modillons dans le style de la « dentelle à la Héroux », des détails de bois confectionnés par les frères Héroux. C'est la seule maison de Yamachiche à avoir conservé son portique fermé surmonté d'une balustrade, il est décoré de pilastres. L'annexe commerciale, construite en 1915, est en briques rouges et comprend peu d'ornementations, elle comporte une vitrine, deux portes et une fenêtre à guillotine.
L'intérieur a des plafonds de plâtre richement ornés, des murs en papier peints et des boiseries aux couleurs d'origine.